# Aleksandrów (gmina Rybno)
Aleksandrów – wieś sołecka w Polsce położona w województwie mazowieckim, w powiecie sochaczewskim, w gminie Rybno. Ma status sołectwa.
| SIMC    | Nazwa     | Rodzaj    |
| ------- | --------- | --------- |
| 0736511 | Cyprianki | część wsi |

W latach 1975–1998 miejscowość należała administracyjnie do województwa skierniewickiego.
Według danych na dzień 31 grudnia 2013 sołectwo liczyło 124 mieszkańców.